# Carcelia brevicaudata
Carcelia brevicaudata là một loài ruồi trong họ Tachinidae.